# Castelnuovo di Farfa
Castelnuovo di Farfa – miejscowość i gmina we Włoszech, w regionie Lacjum, w prowincji Rieti.
Według danych na rok 2004 gminę zamieszkiwało 920 osób, 102,2 os./km².